# Deposito Penal
Deposito Penal (portugiesisch Depósito Penal für „Straflager“) ist eine osttimoresische Aldeia. Sie liegt im Nordosten des Sucos Lahane Oriental (Verwaltungsamt Nain Feto, Gemeinde Dili). In Deposito Penal leben 2084 Menschen (2015).

## Lage und Einrichtungen

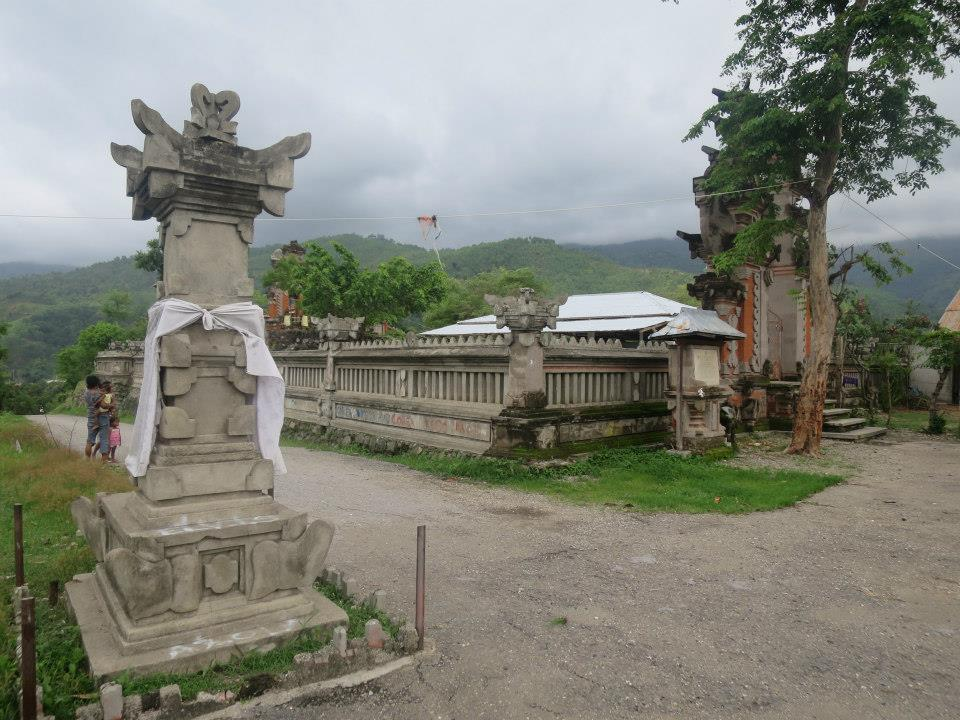
Pura-Girinatha-Tempel

Deposito Penal liegt im Osten des historischen Stadtteils Taibesi. Im Westen grenzt Deposito Penal an die Aldeia Monumento Calma und im Südwesten an die Aldeia Temporal. Im Norden liegt der Suco Culu Hun und im Osten an den Suco Becora. Die Ostgrenze bildet der Flusslauf des Bemori, ein Nebenfluss des Mota Claran, der nur in der Regenzeit Wasser führt.
Ihren Namen verdankt die Aldeia dem Gefangenenlager für deportierte Strafgefangene aus Macau, die zwischen 1968 und 1970 in der portugiesischen Kolonialzeit hier interniert wurden. Später wurde das Lager nach Comoro, in die Nähe des Flughafens verlegt.
Im Nordosten der Aldeia befindet sich der in der indonesischen Besatzungszeit erbaute Pura Girinatha, Osttimors größter hinduistischer Tempel.